# Gateway di pagamento
Un gateway di pagamento è un servizio commerciale espletato da un fornitore di servizi di applicazioni di e-commerce che autorizza l'elaborazione di pagamenti diretti o tramite carta di credito per e-business e rivenditori online. Il gateway di pagamento può essere fornito da una banca ai propri clienti, ma anche da un fornitore di servizi finanziari specializzato come servizio separato, come un fornitore di servizi di pagamento.
Un gateway di pagamento facilita una transazione di pagamento mediante il trasferimento di informazioni tra un portale di pagamento (come un sito web, un telefono cellulare o un servizio di risposta vocale interattivo) e il processore di front-end o la banca del venditore.

## Tipici processi di transazione
Quando un cliente ordina un prodotto da un commerciante abilitato al gateway di pagamento, questo esegue una serie di attività per elaborare la transazione.
1. Un cliente effettua un ordine sul sito Web premendo il pulsante "Invia ordine" o equivalente, oppure inserisce i dettagli della carta utilizzando un servizio di risposta telefonica automatica.
2. Se l'ordine avviene tramite un sito Web, il browser Web del cliente crittografa le informazioni da inviare tra il browser e il server Web del commerciante. Tra gli altri metodi, questo può essere fatto tramite crittografia SSL (Secure Socket Layer). Il gateway di pagamento può consentire l'invio dei dati della transazione direttamente dal browser del cliente al gateway, bypassando i sistemi del commerciante. Ciò riduce gli obblighi di conformità del commerciante con PCI DSS (Payment Card Industry Data Security Standard) senza reindirizzare il cliente fuori dal sito web.
3. Il commerciante inoltra quindi i dettagli della transazione al proprio gateway di pagamento. Questa è un'altra connessione crittografata (SSL) al server di pagamento ospitato dal gateway di pagamento.
4. Il gateway di pagamento converte il messaggio da XML a ISO 8583 o un formato di messaggio variante (formato compreso dagli switch EFT) e quindi inoltra le informazioni sulla transazione al processore di pagamento utilizzato dalla banca del commerciante.
5. Il processore di pagamento inoltra le informazioni sulla transazione all'associazione della carta (ad esempio: Visa, MasterCard, American Express). Se è stata utilizzata un'American Express o una Discover Card, l'associazione della carta funge anche da banca emittente e fornisce direttamente una risposta approvata o rifiutata al gateway di pagamento. In caso contrario [ad esempio: è stata utilizzata una carta MasterCard o Visa], l'associazione della carta indirizza la transazione alla banca emittente della carta.
6. La banca emittente della carta di credito riceve la richiesta di autorizzazione, verifica l'accredito o l'addebito disponibile e poi invia una risposta al processore (tramite la stessa procedura della richiesta di autorizzazione) con un codice di risposta (cioè: approvato, negato). Oltre a comunicare il destino della richiesta di autorizzazione, il codice di risposta viene utilizzato anche per definire il motivo per cui la transazione non è riuscita (ovvero: fondi insufficienti o collegamento bancario non disponibile). Nel frattempo, l'emittente della carta di credito detiene un'autorizzazione associata a quel commerciante e consumatore per l'importo approvato. Ciò può influire sulla capacità del consumatore di spendere ulteriormente (perché riduce la linea di credito disponibile o blocca una parte dei fondi in un conto di debito).
7. Il processore inoltra la risposta di autorizzazione al gateway di pagamento.
8. Il gateway di pagamento riceve la risposta e la inoltra al sito Web o a qualsiasi interfaccia utilizzata per elaborare il pagamento, dove viene interpretata come una risposta pertinente, quindi ritrasmessa al commerciante e al titolare della carta. Questa operazione è nota come autorizzazione o "autenticazione".
9. L'intero processo richiede in genere 2-3 secondi.[3]
10. Il commerciante quindi evade l'ordine e il processo di cui sopra può essere ripetuto ma questa volta per "cancellare" l'autorizzazione completando la transazione. In genere, il "Clear" viene avviato solo dopo che il commerciante ha completato la transazione (cioè spedito l'ordine). Ciò si traduce nella banca emittente che "cancella" l'"autenticazione" (ovvero sposta l'autorizzazione in un debito) e la prepara a regolare con la banca del commerciante.
11. L'esercente presenta tutte le autorizzazioni approvate, in un "batch" (fine giornata), alla sua banca per il regolamento tramite il proprio processore. Questo in genere riduce o "cancella" l'"autenticazione" corrispondente se non è stata esplicitamente "cancellata".
12. La banca del venditore effettua la richiesta di liquidazione batch dell'emittente della carta di credito.
13. L'emittente della carta di credito effettua un pagamento di regolamento alla banca del venditore (il giorno successivo nella maggior parte dei casi).
14. La banca del venditore deposita successivamente il totale dei fondi approvati sul conto designato dallo stesso (lo stesso giorno o il giorno successivo). Potrebbe trattarsi di un conto presso la banca del venditore se questi effettua operazioni bancarie presso la stessa banca o di un conto presso un'altra banca.
15. L'intero processo, dall'autorizzazione alla liquidazione al finanziamento, richiede in genere 3 giorni.

Molti gateway di pagamento forniscono anche strumenti per controllare automaticamente gli ordini per frode e calcolare le tasse in tempo reale prima che la richiesta di autorizzazione venga inviata al processore. Gli strumenti per rilevare le frodi includono la geolocalizzazione, l'analisi del modello di velocità, ricerche di elenchi OFAC, ricerche di "liste nere", verifica dell'indirizzo di consegna, tecnologia di impronta digitale del computer, rilevamento del morphing dell'identità e controlli AVS di base.

## Gateway di pagamento white label
Alcuni gateway di pagamento offrono servizi white label, che consentono a fornitori di servizi di pagamento, piattaforme di e-commerce, ISO, rivenditori o banche del venditore di etichettare completamente la tecnologia del gateway di pagamento come propria. Ciò significa che i PSP o altre terze parti possono possedere l'esperienza utente end-to-end senza portare in casa le operazioni di pagamento, nonché la gestione dei rischi aggiuntiva e la responsabilità di conformità.